# Constitución Federal de Toro

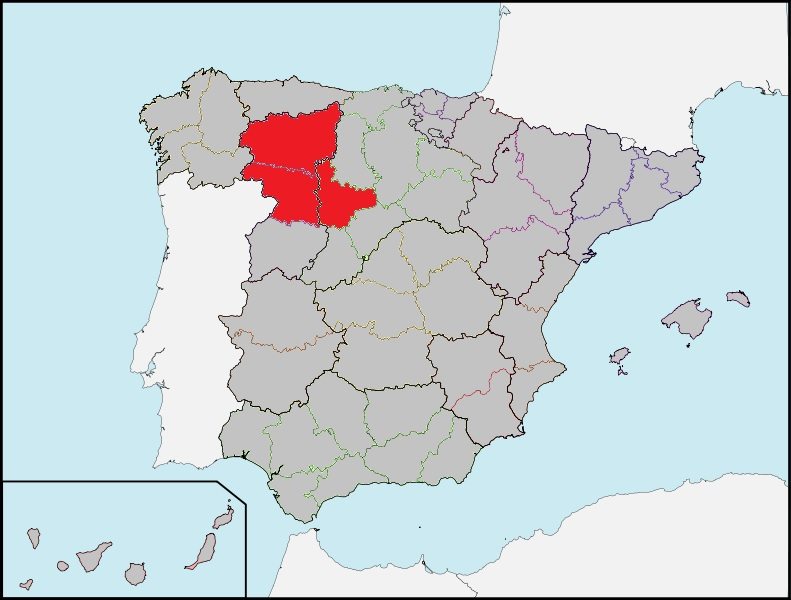
Provincias firmantes de la Constitución Federal de Toro

Constitución Federal de Toro (o Pacto Federal para las Provincias regionadas de León, Valladolid y Zamora) fue la propuesta constitucional de federalistas de León, Valladolid y Zamora para estas provincias, a integrar en una República Federal Española. El proyecto de constitución fue aprobado en Toro el jueves 17 de mayo de 1883.

Años después, en 1888, Perez Villamil manifestó deseos de que entre las provincias regionadas de León, Valladolid y Zamora se incluyera la de Palencia. Por tanto, el proyecto de las provincias regionadas no había caído en el olvido.
El texto constitucional, cuya esencia era la misma que la del Proyecto General de Constitución federal, a nivel del Estado, estaba destinado a las citadas provincias.
En teoría, el proyecto constituía uno de los pasos necesarios para la formación de dicha República Federal "de abajo arriba", por consentimiento soberano de las partes constituyentes, de acuerdo con la teoría del "pacto sinalagmático conmutativo y bilateral". 
El Pacto Federal Castellano (1869) fue precedente de la Constitución Federal de Toro.[cita requerida]